# Stockton (Minnesota)
Stockton è una città degli Stati Uniti d'America, situata in Minnesota, nella contea di Winona.